# مولكيون (كورينثيا)
مولكيون (Μούλκιον) هي مدينة في كورينثيا في مقاطعة كينتريكي إلادا في اليونان.